# Einheitsplural

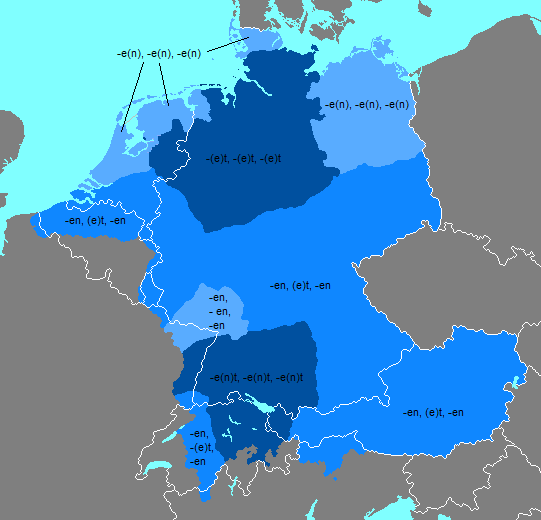
Pluralendungen im Indikativ Präsens in deutschen und niederländischen Dialekten
(Kartenkorrektur: Am Oberrhein gilt Einheitsplural -e, -e, -e und in den Walliser und teilweise Bündner alpinen Dialekten dreiförmiger Plural; im Bairischen 2. Person -ts)

Als Einheitsplural bezeichnet die Germanistik einen Flexionsmodus, bei dem im Unterschied zum Standarddeutsch bei einem Verb alle Pluralformen eines Tempus gleich sind. Eine Isoglosse (Sprachmerkmalsgrenze) eines Gebietes mit Einheitsplural wird als Einheitsplurallinie bezeichnet.

## Definition
Wie in den meisten indogermanischen Sprachen Europas (aber nicht mehr in den meisten heutigen germanischen Sprachen) werden in der Konjugation der meisten deutschen Mundarten und der hochdeutschen Schriftsprache die Pluralformen nach dem Subjekt unterschieden. Im Deutschen und seinen Mundarten ist allerdings die Unterscheidung zwischen 1. und 3. Person Plural allgemein verloren gegangen. Im Althochdeutschen gab es für die erste Person noch das Morphem „-mēs“, analog zum lateinischen „-mus“ und slawischen „-me“. In einigen deutschen Mundarten hat jedoch die zweite Person Plural dieselbe Personalendung wie die beiden anderen. Dieses Phänomen wird als Einheitsplural bezeichnet.
Einen Einheitsplural gab es auch schon im Altenglischen, Altfriesischen und Altsächsischen (Altniederdeutschen), den sogenannten nordseegermanischen Sprachen.

## Verteilung
Im Norden gibt es mehrere Regionen mit Einheitsplural: In einem Gebiet aus Westfalen, großen Teilen Niedersachsens und Holstein, das sich in etwa mit dem altsächsischen Stammesgebiet deckt, tragen alle drei Pluralformen das Morphem „-et“ oder „-t“. Davon westlich (Holland und altfriesisches Gebiet), nördlich (altdänisches Schleswig mit Nordfriesland) und östlich (vormals slawisches Brandenburg, Mecklenburg und (Vor-)Pommern) tragen alle drei Pluralformen das Morphem „-en“ oder „-e“.
Im Süden gibt es den Einheitsplural im schwäbisch-alemannischen Sprachgebiet, mit Ausnahme von dessen Südwesten, der historisch zu Burgund gehörte. Der schwäbisch-alemannische Einheitsplural zeigt beim mehrsilbigen Verb im Osten die Personalendung „-ed“ beziehungsweise beim Kurzverb „-nd“ und im Westen im niederalemannischen Gebiet „-e, -e, -e“ beziehungsweise im hochalemannischen Gebiet „-e, -ed, -e“. Alle Typen gehen auf die althochdeutsche dritte Person Plural zurück. 
Nördlich an das Alemannische grenzt der Einheitsplural „-en“ im Rheinfränkischen und südlichen Moselfränkischen. Das gesamte moselfränkische und das rheinfränkische Gebiet zusammen entsprechen etwa dem nichtalemannischen Teil der einstigen römischen Provinz Germania superior.

## Einzelne Gebiete und Grenzen

### Niederfränkisch und Niederdeutsch
Auf den beiden Seiten der Grenze zwischen niederfränkischem und niederdeutschem Sprachgebiet werden die Präsens-Pluralformen regelmäßiger Verben (etwa „mähen“) unterschiedlich gebildet (siehe unten). An dieser Linie, der sog. Rhein-IJssel-Linie, Rhein-Ijssel-Linie, Westfälischen Linie oder Franken-Sachsen-Grenze, treffen u. a. auf dem Gebiet von Nordrhein-Westfalen das Niederrheinische und das Westfälische aufeinander. Sie setzt sich abschwächend in das niederländische Sprachgebiet fort.

#### Rheinisch-westfälische Grenze
Im 9. Jahrhundert gehörte das betroffene Gebiet in den heutigen Niederlanden zum Herrschaftsbereich der Franken und der Friesen. Nach der Abwanderung der Franken folgten die Sachsen nach und nahmen das von den Franken verlassene Gebiet in Besitz.
Um 1378 verlief die Isoglosse an der IJssel entlang und fiel weitgehend mit der damaligen politischen Grenze des Herzogtums Geldern und des Fürstbistums Utrecht (Oberstift) zusammen. Doch im Laufe der Zeit verlagerte sich die Isoglosse immer mehr nach Süden, so dass sie heute südlich von Harderwijk beginnt und von dort aus ziemlich geradlinig in Richtung Zutphen verläuft. Südlich dieser Stadt überschreitet die Isoglosse die IJssel und läuft nun, der Alten Issel (niederländisch Oude IJssel) folgend, auf die niederländisch-deutsche Grenze zu. Bei Anholt wird diese überschritten und nun folgt die Isoglosse der Linie Isselburg – Rees – Dorsten – Essen – Langenberg – Barmen – Radevormwald – Hückeswagen – Meinerzhagen.

#### Sprachliche Kennzeichen
Das Nordniederfränkische hat, wie das Standarddeutsche, zwei verschiedene Pluralformen der Verben im Präsens:
- im Kleverländischen und historisch auch im Niederländischen: wij maken, gij maakt, zij maken (Deutsch: wir machen, ihr macht, sie machen). Im Holländischen setzte sich anstelle von gij maakt allerdings jullie maken durch, weswegen das moderne Niederländische ebenfalls einen Einheitsplural annahm.

Das Westfälische zeichnet sich durch seinen Einheitsplural im Präsens der Verbformen aus, das heißt, dass die erste, zweite und dritte Person im Plural mit derselben Verbform stehen, die im Indikativ auf -t und im Konjunktiv auf -en endet.
- Westfälisch: wi maket, gi maket, se maket

### Niederdeutsche zu hochdeutschen Mundarten
Bei Hilchenbach (Siegerland) stößt die Einheitsplurallinie auf die Benrather Linie, der sie nun ostwärts entlang eines Isoglossenbündels im Großen und Ganzen folgt, was ihre Signifikanz bei der Unterscheidung von Nieder- und Hochdeutsch beeinträchtigt.

### Altsächsisch und hochmittelalterliche Kolonisation
Bei Sachsa trennt sich die westfälische Teil-Isoglosse wieder von der Benrather Linie und folgt nun der Linie Wernigerode – Derenburg – Halberstadt – Gröningen – Seehausen – Calvörde – Oebisfelde – Dannenberg – Lüneburg – Ratzeburg. Bei Lübeck endet diese Einheitsplurallinie an der Ostsee. Westlich davon, in Westfalen, dem Westmünsterland und in Holstein sowie in den Hansestädten Bremen, Hamburg und Lübeck herrscht der „niedersächsische“ Einheitsplural auf -(e)t vor, während im sogenannten „Elbostfälischen“ (bei Magdeburg), dem Märkischen und dem Mecklenburgisch-Vorpommerschen sowie in den ehemaligen Kolonialdialekten Mittelpommersch, Niederpreußisch (Danzig, West- und Ostpreußen) und Baltendeutsch (in den baltischen Staaten) der Einheitsplural auf -en gebildet wird respektive wurde.

### Alte deutsch-dänische Grenze
Außer in dem beschriebenen Beispiel gibt es mehrere Gebiete im westgermanischen Dialektkontinuum, die dieselben Kennzeichen aufweisen. So gibt es zum Beispiel die sogenannte Eiderlinie, die die Dialekte Schleswigs (Schleswigsch) von denen in Holstein (Holsteinisch) trennt. Das heißt, dass die nördlichen Dialekte Schleswig-Holsteins einen Einheitsplural auf -en besitzen, die südlichen jedoch einen auf -t.

### Grenze zu heutigem und früherem friesischen Sprachgebiet
Das nordniedersächsische wird vom ostfriesischen Platt ebenfalls durch eine Einheitsplurallinie geschieden, da letzteres den Einheitsplural auf -en besitzt.

### Schwäbisch-alemannischer Einheitsplural
Auch die Dialektgrenze zwischen Schwäbisch und dem Südrheinfränkischen bzw. dem Mainfränkischen wird durch eine Einheitsplurallinie gebildet. In den fränkischen Dialekten herrscht mähe und in den schwäbischen das Wort mähet vor.
Im hochalemannischen Schweizerdeutsch verläuft in Nord-Süd-Richtung eine Einheitsplurallinie. Sie überschreitet auf Schweizer Gebiet die trinkche/trīche-Linie sowie die Kind/Chind-Linie. Zwischen der Donau- und der Neckarquelle stößt diese Linie auf die Hus/Haus-Linie, die das Schwäbische vom Niederalemannischen trennt. Dieser Linie folgt die Einheitsplurallinie im Großen und Ganzen am Ost- und Nordrand des Schwarzwaldes entlang bis über den Rhein zur nord-elsässischen Stadt Wissembourg, wo sie auf die Speyerer Linie trifft, der sie an deren Ende in den Vogesen folgt. In den Gebieten östlich dieser Linie wird in den Dialekten mähet und in den Gebieten westlich davon mähe verwendet.